# Tetelafolket
De oprindelige folk omkring Kasaifloden, op til provinsen Maniema, forstod sig selv som efterkommere af "AnKutshu Membele", så i det 20. århundrede vænnede mange sig til det påtvungne udtryk Tetela (eller Batetela i flertal), og "Batetela" forstås nu som en etnisk gruppe i Den Demokratiske Republik Congo, hvoraf de fleste taler Tetela-sproget.

## Beskrivelse
"Batetela" som klan eller stamme har aldrig eksisteret. Kun mellem 1885 og 1887 findes i de første offentlige geografiske tidsskrifter, noter og bøger om et folk ved navn "Batetela". Tidens missionærer kaldte alle mennesker, der talte sprog, der ligner nutidens "Kitetela" eller kulturelt lignende mennesker, for "Batetela", på trods af at navnet udviklede sig fra udtrykket "Watetera" med henvisning til tosprogede samfund fra 1870'ernes Barua-lande.
Udtrykket "Batetela" var enten en misforståelse eller fejloversættelse der stammer fra anden halvdel af det 19. århundredes udtryk, kendt som "Watetera", som blev brugt om folk fra denne region, som arabiske slavehandlere kaldte "Utotera".
Stedet Utotera lå i den nuværende provins Maniema inden for nutidens østlige del af DR Congo, og som består af tosprogede befolkninger, der i dag kan identificeres som "Songye" eller "Luba" og "Kusu".
Ifølge den ungarske antropolog Emil Torday hævdede en "tetela-talende" gruppe med Luba-titlen "Sungu" at de fik navnet "Batetela" af araberne.
Navnet "Batetela" er nu accepteret for mennesker, der bor i regionen mellem Lusambo og den øvre del af Congo-floden, i provinserne Sankuru og Maniema. De lever som jægere og samlere, af fiskeri, landbrug og avl af kassava, bananer og kolanødder. De menes at være relateret til det daværende "Wakussu"-folk, der forblev i Maniema og adskilte sig først fra dem i slutningen af 1800-tallet efter at arabere og belgiere ankom til regionen. Mange anså "Tetela", og nogle af nutidens Kusuer som undergrupper af den større Mongo-gruppe. Kusu-folket er koncentreret mellem Kibombo og Lubao.
Belgiske myndigheder kategoriserede i begyndelsen af det tyvende århundrede "Kusu" som et folk i dagens Kivu-provins, og udtrykket "Tetela" gjaldt alle "Kitetela"-talende mennesker i den nordlige Kasai-provins. Ifølge Emil Torday fik han at vide, at navnet Motetela kommer fra en gud ved navn Motetela, der betyder enten "den, der ikke ler" eller "den, som man ikke må grine af", selvom navnet ikke var kendt af flertallet af befolkningen i det tidlige 20. århundrede.
Ifølge Emile Torday brugte de mennesker, der bærer Luba-titlen "Sungu" i nutidens sankuru-distrikt udtrykket "Winya" for at beskrive gud og ikke "motetela".
Tetela har et stort og farverigt sæt talemåder, for en lang række formål, fra irettesættelse til opmuntrende, som regel af voksne.

## Historie
Ifølge Emil Torday (som studerede stammerne i Congo mellem 1908 og 1909), var udtrykket Batetela ikke i almindelig brug blandt alle, han omtalte som Batetela. Ifølge Emil Torday fortalte et specifikt folk kendt som "Sungu" (Sungu er en Luba-titel) ham, at navnet "Batetela" blev givet dem af araberne. Sungu opstod på højre bred af Lomamifloden og migrerede semere til deres nuværende territorium. I 1869-70 eksisterede udtrykket "Batetela" ikke, men grupper kendt som "Watetera" kom i kontakt med Tippu Tip, en arabisk slavehandler fra Zanzibar. Efter dette begyndte høvdingen Gongo Lutete at arbejde sammen med Tip og araberne for at lede Songye (som engang blev omtalt som "Watetera)" i slaveangreb mod andre Songye & Tetela på venstre bred af Lomami-floden. Ifølge Emil Torday er "Songye" en Baluba understamme. Senere rapporter fra 1890 til 1894 hævder, at Gongo Lutete, Pania Mutombo (Mutombo er et Luba-navn) og Lumpungu (Lumpungu er et Songye-navn) plyndrede Luba-folk i Kasai . I den arabiske Congo-krig 1892-1894 hoppede den daværende Watetera, som senere skulle blive rapporteret som Batetela, af til belgierne for at kæmpe mod araberne i den arabiske Congo-krig. Gongo Lutete blev henrettet af belgierne i 1893, men det er siden blevet rapporteret, at dette fik Batetela til at gøre oprør i 1895 i den første af Batetela-oprørene . Tilhængere af Gongo lutete blev opdaget at være Songye, Luba & Tetela efter 1895-oprørene i Luluabourg west kasai. På hinanden følgende opstande fulgte, som varede indtil 1908.

## Yderligere læsning
- Robert Edgerton (18. december 2002). The Troubled Heart of Africa: A History of the Congo. St. Martin's Press. ISBN 978-0-312-30486-7.
- Emizet Francois Kisangani; Scott F. Bobb (1. oktober 2009). Historical Dictionary of the Democratic Republic of the Congo. Scarecrow Press. ISBN 978-0-8108-6325-5.
- David Renton; David Seddon (1. februar 2007). The Congo: Plunder and Resistance. Zed Books. ISBN 978-1-84277-485-4.
- Emil Torday (1921). "Cultural Differences Among the Various Branches of the Batetela". Journal of the Royal Anthropological Institute of Great Britain and Ireland. 51: 370-384. doi:10.2307/2843455. JSTOR 2843455.
- Thomas Turner (1993). ""Batetela", "Baluba", "Basonge": Ethnogenesis in Zaire". Cahiers d'Études Africaines. 33 (132): 587-612. doi:10.3406/cea.1993.1494. JSTOR 4392494.